# Manuele Tarozzi
Manuele Tarozzi, né le 20 juin 1998 à Faenza (Émilie-Romagne), est un coureur cycliste italien.

## Biographie

### Débuts et carrière amateur
Manuele Tarozzi est originaire de Faenza, une localité située en Émilie-Romagne. Il est issu d'une famille de coureurs cyclistes. Son père, son grand-père, son oncle et sa sœur ont eux-mêmes pratiqué ce sport au niveau amateur. Très tôt intéressé par le vélo, il prend sa première licence à l'âge de six ans. Sa carrière débute au sein de la Società Ciclistica Faentina, sur ses terres natales,.
Chez les juniors, il décroche trois victoires en 2016. Il s'impose notamment sur le Memorial Roberto Toffoletti à Buttrio, devant un certain Tadej Pogačar. L'année suivante, il intègre le club Beltrami-TSA-Argon 18 pour ses débuts espoirs (moins de 23 ans). Avec cette formation, il remporte une épreuve à Castelletto Cervo. Sa progression est toutefois entravée par une blessure au genou. 
En 2019, il rejoint le club In Emilia Romagna, dirigé par l'ancien cycliste professionnel Michele Coppolillo. Chez les amateurs, il gagne le Giro delle Valli Aretine, le Piccolo Giro dell'Emilia ainsi qu'une étape du Tour de Nouvelle-Calédonie. Il finit par ailleurs huitième de la dernière étape du Tour d'Italie espoirs. La saison 2020 est en revanche perturbée par la pandémie de Covid-19, qui interrompt une bonne partie du calendrier. Manuele Tarozzi termine toutefois huitième du championnat d'Italie sur route espoirs.
En 2021, il s'illustre de nouveau chez les amateurs en obtenant deux victoires et de nombreux acessits. Il se classe aussi quatrième d'une étape du Tour d'Italie espoirs. Au mois de juin, il se présente au départ du championnat d'Italie sur route, parmi les professionnels. Membre de la première échappée, il s'accroche et parvient à rallier l'arrivée à une honorable quinzième place.

### Carrière professionnelle
Malgré des contacts avancés avec Androni Giocattoli-Sidermec, Manuele Tarozzi passe finalement professionnel en 2022 au sein de l'équipe Bardiani CSF Faizanè. Son premier contrat s'étend sur deux ans. En 2023, on le retrouve souvent à l'avant de la course. Au Tour de San Juan, il remporte le classement de la montagne, après de nombreuses échappées. Il s'impose par ailleurs sur une étape du Tour du Rwanda, et termine troisième du Giro del Medio Brenta. En novembre, son contrat est prolongé jusqu'en fin d'année 2025.
En 2024, il reprend la compétition dès le mois de janvier sur le territoire espagnol. Aligné sur le Tour de la Communauté valencienne, il mène une fugue victorieuse lors de la première étape en compagnie de son coéquipier Alessandro Tonelli, qui s'empare du maillot de leader. Tarozzi prend quant à lui la deuxième place. Quelques semaines plus tard, il s'adjuge le classement de la montagne de la Semaine internationale Coppi et Bartali, grâce à trois échappées. Il se classe également douzième du Tour de Turquie. Après ses bons résultats, il est sélectionné par ses dirigeants pour disputer le Tour d'Italie, son premier grand tour.

## Palmarès

### Palmarès amateur
- 2017
  - 2e du Circuito Molinese
- 2018
  - Targa Comune di Castelletto
- 2019
  - Giro delle Valli Aretine
  - Tour d'Émilie amateurs
  - 9e étape du Tour de Nouvelle-Calédonie
  - 2e du Piccola Sanremo
- 2020
  - 2e du Grand Prix de la ville de Vinci
- 2021
  - Giro delle Due Province
  - Trophée de la ville de Malmantile
  - 2e du Gran Premio Città di Valenza
  - 2e de Zanè-Monte Cengio
  - 3e de la Coppa Messapica

### Palmarès professionnel
- 2023
  - 7e étape du Tour du Rwanda
  - 3e du Giro del Medio Brenta
- 2024
  - 3e étape du Tour du lac Qinghai
  - 6e étape du Tour de Langkawi
  - 3e du Tour du lac Qinghai

## Résultats sur les grands tours

### Tour d'Italie
2 participations
- 2024 : 102e
- 2025 : 91e

## Classements mondiaux
| Année                                 | 2019  | 2020  | 2021  | 2022 | 2023  | 2024 |
| ------------------------------------- | ----- | ----- | ----- | ---- | ----- | ---- |
| Classement mondial                    | 2867e | 1791e | 2718e | nc   | 1070e | 344e |
| UCI Europe Tour                       | 1777e | 1321e | 1774e | nc   | nc    | nc   |
|                                       |       |       |       |      |       |      |
| Légende : nc = non classéSource : UCI |       |       |       |      |       |      |